# Fairmount Bagel
La boulangerie Fairmount Bagel est une spécialiste de la production et de la vente de bagels à Montréal. 

## Histoire
Isadore Shlafmann arrive en 1919 à Montréal. Il y ouvre la première boulangerie de bagels, dans une allée adjacente au boulevard Saint-Laurent. 
En 1949, il déménage au 74, rue Fairmount Ouest et ouvre la boulangerie Fairmount Bagel. Aujourd'hui, la famille continue à gérer l'entreprise en employant toujours les mêmes méthodes.

## Produits

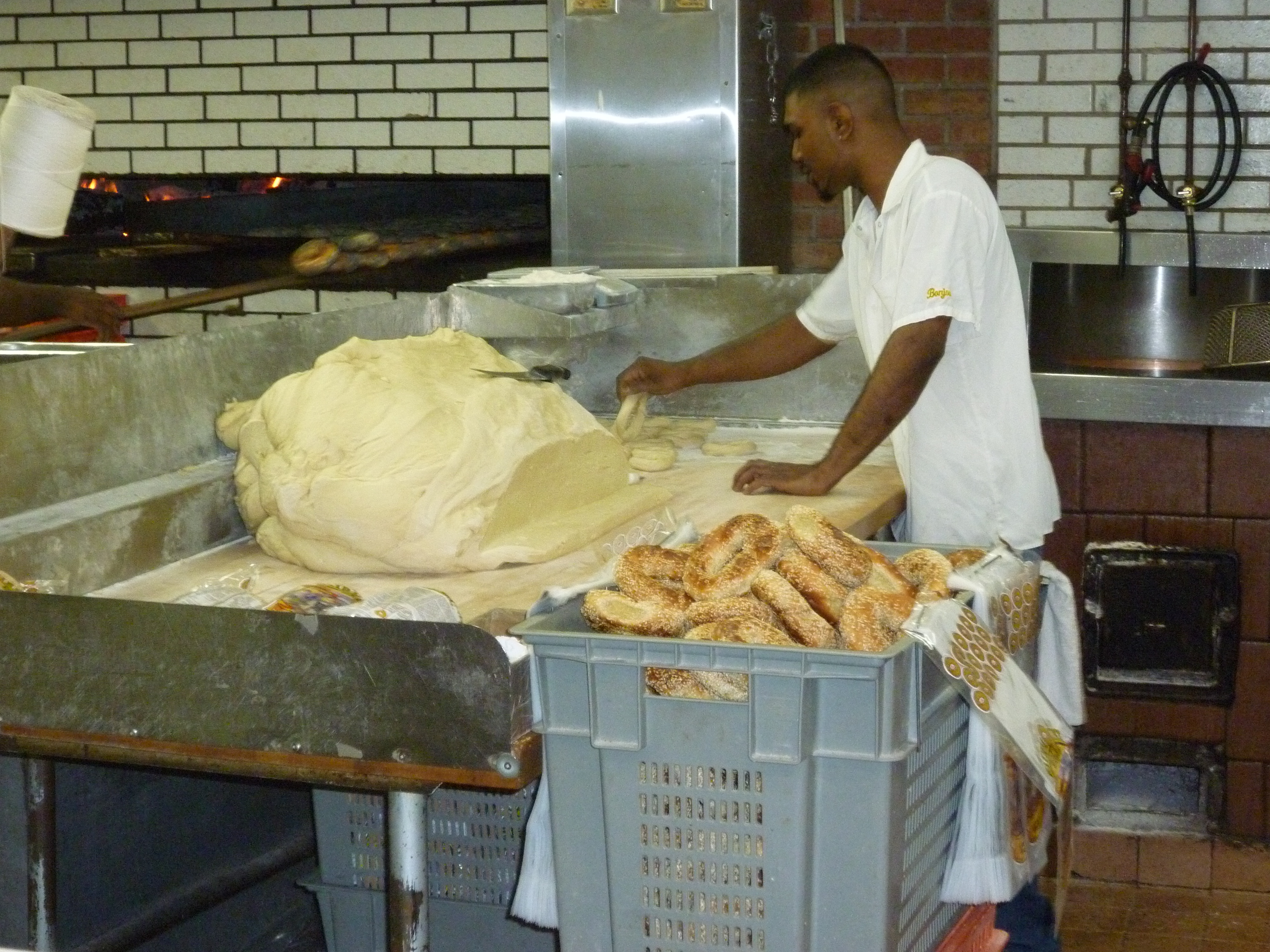
Intérieur de la boulangerie (2009).

Les bagels sont produits en continu tous les jours, 24h/24. Les variétés les plus communes sont les bagels nature, aux graines de sésame ou aux graines de pavot. Il existe d'autres variantes, telles que les bagels aux grains de cumin, à l'oignon, à l'ail...
Traditionnellement, les bagels sont commercialisés à l'unité, par 6 ou par 12. Vendus en sac de papier, ils sont souvent accompagnés d'un petit sac vertical en plastique, permettant de les conserver au frais ou de les surgeler, en y empilant les bagels.
Le bagel est une forme de pain. Sa fabrication est traditionnellement réalisée à la main sous la forme d'un anneau, qui tiendra lui-même dans une main. Les anneaux sont cuits au four. 
La texture est dense, un peu élastique et légèrement croûtée à l'extérieur.

## Consommation
Le bagel se consomme coupé en deux dans la longueur, froid ou après avoir être réchauffé, souvent dans un grille-pain. On y ajoute traditionnellement du fromage à la crème frais et du saumon fumé. Il existe bien d'autres recettes, sucrées, salées, et ouvrant à toutes les créativités culinaires.

## Liens
- Site officiel